# لشکرکشی‌های شمالی ژوگه لیانگ
```
طرفین:شو هان          طرفین:وی.                  
فرماندهان:             فرماندهان:                 
ژوگه لیانگ            سیما یی             
ماسو.               ساعو ژن                
وی یان.             ژانگ هی.                                
وانگ پینگ.          هاعو ژاعو.                            
دنگ ژی.            وانگ شوانگ.                        
دنگ ژیان.           ساعو شوانگ                    
ژائو یون.           وانگ لانگ                    
جیانگ وی.          سیما ژائو                                 
چن شی.           سیما شی                                                                     ژانگ بائو.           ساعو ژیو               منگدا.                                 نتیجه:پیروزی تاکتیکی شوهان.پیروزی دفاعی وی. تغیرات قلمرو:(نیرو های شو فرماندهی های وودو یینپینگ و چنسانگ را به قلمرو شوهان اضافه کردند.)                            قوای شو هان: برای هر لشکر کشی حدود 300000 نفر                      تلفات: حدود240000 نفر(به ویژه در دشت های وو ژانگ)                                  
 قوای وی: در هر لشکر کشی حدود 500000نفر.         
تلفات: در کل: 400000 نفر.        
```

لشکرکشی‌های شمالی ژوگه لیانگ مجموعه ای از پنج لشکرکشی بود که توسط کشورِ شو هان علیه کشور رقیب، سائو وی، از سال ۲۲۸ تا ۲۳۴ میلادی در طول دوره سه پادشاهی در چین اتفاق افتادند. هر پنج لشکرکشی توسط ژوگه لیانگ، صدراعظم امپراتوری و نایب‌السلطنه شو رهبری می‌شد. اگرچه ژوگه لیانگ به اهدافش دست نیافت و نهایتاً لشکرکشی‌ها به بن‌بست نظامی ختم شدند؛ ولی این نبردها از شناخته شده‌ترین درگیری‌های دوره سه پادشاهی اند و یکی از معدود نبردها در طول آن دوره‌اند که در آن هر دو طرف (شو و وی) با صدها هزار نفر نیرو علیه یکدیگر جنگیدند. این بر خلاف غالب نبردهای دوره سه پادشاهی بود که معمولاً در آن یک طرف مزیت عددی داشت. لشکرکشی اول: در این سفر ژوگه لیانگ به فرماندهی تیانشویی حمله کرد او درابتدا آن را اشغال کرد هو جیانگ وی سردار وی رامتقاعد به تسلیم کرد و ارتش ساعو ژن را شکست داد همین طور او در یک مناظره وانگ لانگ را تحقیر کرد و این کار باعث مرگ وانگ لانگ شد.هم زمان منگدا سردار وی با کمک ژوگه لیانگ شورشی راه انداخت که باعث تضعیف وی شد.اما سیمایی شورش را سرکوب کرد و منگدا را کشت. زمانی که سیمایی فرمانده ارتش وی شد. و ژانگ هی را برای حمله به جیتینگ فرستاد ژوگه لیانگ هم ماسو را به همراه وانگ پینگ به همراه بیست هزار سرباز برای دفاع از شهر فرستاد اما به خاطر یک اشتباه لجستیکی از طرف ماسو ارتش شو تقریباً نابود شد و ژوگه لیانگ بعد از شکست ماسو را اعدام کرد.ژاعو یون نیز در نبرد دره جی از ساعو ژن شکست خورد و عقب نشینی کرد تنها وی یان توانست با موفقیت از گذرگاه یانگ پینگ دفاع کند. با این وجود او همه شهر های فتح شده را رها کرد و همه سپاه را به هانژونگ عقب کشید و درخواست مجازات کرد لیو شان هم او را به مقام ژنرال راست ارتش تنزل داد.لشکر کشی دوم: یک سال بعد ژوگه لیانگ با ارتش خود به قلعه چنسانگ که تحت کنترل هاعو ژاعو بود حمله کرد اما هاعو ژاعو با موفقیت از قلعه دفاع کرد. در همین زمان ساعو روی امپراطور وی از ترس سقوط قلعه ساعو ژن را برای کمک به چنسانگ فرستاد ژوگه لیانگ با تظاهر به عقب نشینی ساعو ژن را گول زد و ساعو ژن نیروهایش را با سربازان هاعو ژاعو ترکیب کرد و به فرماندهی وانگ شوانگ برای تعقیب ارتش شوهان فرستاد ژوگه لیانگ نیز به وی یان پنجاه هزار سرباز داد تا جلوی ارتش وی را بگیرد و به جیانگ وی دستور داد با پنجاه هزار نفر به چنسانگ حمله کند. ارتش وی یان ارتش وانگ شوانگ را شکست داد و وی یان توانست وانگ شوانگ را بکشد. جیانگ وی نیز چنسانگ را تصرف کرد و هاعو ژاعو خودکشی کرد و ارتش ساعو ژن بعد از شکست عقب نشینی کرد. لشکر کشی سوم: در لشکر کشی سوم ژوگه لیانگ با سیمایی روبه رو شد. ژوگه لیانگ در ظاهر به طرف چانگان حرکت می کرد و توانست ارتش وی را فریب بدهد تا هواس آن ها را از فرماندهی های وودو و یینپینگ پرت کند. ارتش سیمایی به فرماندهی ژانگ هی به اردوگاه شو حمله کرد اما ژوگه لیانگ ارتش وی را درهم کوبید همین طور ژانگ هی توانست در طول نبرد ژنرال شو ژانگ بائو را بکشد اما خود او درنهایت توسط جیانگ وی کشته شد و چن شی ژنرال شو فرماندهی های وودو و یینپینگ را تصرف کرد و ارتش وی بعد از شکست عقب نشینی کرد و سیمایی از فرماندهی ارتش عزل شد. ژوگه لیانگ پس از این پیروزی و پیروزی در لشکر کشی قبلی دوباره به مقام صدر اعظم شوهان منصوب شد.لشکر کشی چهارم: در این لشکر کشی ژوگه لیانگ خود را به بیماری زد و در ظاهر چندین بار ارتشش شکست خورده اند ساعو ژن توانست فرماندهی چنسانگ را پس بگیرد اما ژوگه لیانگ چند ماه قلعه را محاصره کرد و به خاطر باران تجهیزات ارتش وی اسیب دیده بود و توان جنگیدن نداشت. ژوگه لیانگ با ارتش اصلی به چنسانگ حمله کرد و ارتش وی را نابود کرد و چنسانگ را تصرف کرد و ساعو ژن به سختی بعد از شکست عقب نشینی کرد و چند ماه بعد در اثر بیماری درگذشت ارتش شونیز بعد از تمام شدن اذوقه عقب نشینی کرد. لشکر کشی پنجم: در این لشکر کشی ژوگه لیانگ با ارتش خود به فرماندهی لانگشی حمله کرد اما با سیمایی روبه رو شد اما به دلیل محدود بودن منابع شو ارتش وی از فرصت استفاده کرد و از جنگیدن خود داری کرد ژوگه لیانگ چندین بار تلاش کرد سیمایی را تحریک به جنگ کند و سرانجام برای او یک لباس زنانه فرستاد. این بار سیمایی عصبانی شد زیرا علاوه بر لباس زنانه ژوگه لیانگ اذوقه ارتش وی را دزدیده بود و به دره شانگ فانگ منتقل کرده بود. سیمایی دو ارتش را برای حمله به شو فرستاد یک ارتش برای اردوگاه اصلی شو و یک ارتش را شخصا برای حمله به دره شانگ فانگ  فرستاد. ژوگه لیانگ ارتش وی را در اردوگاه اصلی شکست داد ولی سیمایی دره شانگ فانگ را تصرف کرده بود اما ژوگه لیانگ در دره شانگ فانگ مواد منفجره گذاشته بود و دره درحال سوختن بود اما یک باران بی موقع باعث شد سیمایی مانع از مرگ سیمایی شد و اتش را خاموش کرد ژوگه لیانگ به قدری عصبانی بود که از شدت عصبانی خون بالا اورد و یک ماه بعد از دنیا رفت و ارتش شو بعد از مرگ ژوگه لیانگ به هانژونگ عقب نشینی کرد. عواقب: لشکر کشی های ژوگه لیانگ تلفات جدی به وی وارد کرد و سه فرماندهی وی را تصرف کرد. اگر چه ژوگه لیانگ به هدف خود نرسید اما ژوگه لیانگ با حملات خود به وی فرصت نداد تا وی به شو حمله کند و وی برای تصرف شو بیش از سی سال وقت گذاشت.

## منبع‌شناسی
- چن شو (قرن سوم). سوابق سه پادشاهی (سانگوژی).
- نیش، ژوانلینگ (۶۴۸). کتاب جین (جین شو).
- لو گوانژونگ (قرن چهاردهم). عاشقانه سه پادشاهی (سانگو یان‌یی).
- پی، سونگجی (قرن ۵). حاشیه نویسی به سوابق سه پادشاهی (سانگوژی ژو).